# Паровий коефіцієнт реактивності
Паровий коефіцієнт реактивності — величина, яка використовується для оцінки впливу вмісту пари в теплоносії на реактивність ядерного реактора.
У реакторі з рідинним теплоносієм, наприклад з водою, частина теплоносія може випаровуватися і утворювати бульбашки пари (пустоти у теплоносії). У киплячих реакторах — це нормальний режим роботи, в реакторах із зовнішнім парогенератором кипіння в активній зоні може розпочатися через аварію. Збільшення вмісту пари може приводити як до зростання реактивності (позитивний паровий коефіцієнт), так і до її зменшення (негативний паровий коефіцієнт), це залежить від конструкції реактора.
Вміст пари безпосередньо залежить від теплової потужності реактора, таким чином, він вносить вклад до потужнісного коефіцієнта реактивності. Крім того, вміст пари може змінитися з інших причин. Наприклад, причиною може стати зміна витрат теплоносія або його температури біля вході в активну зону. При ненульовому паровому коефіцієнті, ці процеси також впливають на реактивність.